# Перша смерть
«Перша смерть» — друга стрічка з циклу документальних фільмів «Зима, що нас змінила». Це історія про тих, хто загинув за свободу і за власну державу. Цього разу в центрі уваги історія Сергія Нігояна — хлопця, якого вбили в центрі української столиці наприкінці січня.
Про нього згадуватимуть очевидці тих подій, їхні учасники та родичі загиблого. «Зима, що нас змінила» — спільний проект «"1+1" Продакшн» та Творчого об'єднання «Вавилон 13».